# Bidet (meuble)
Pour les articles homonymes, voir Bidet.

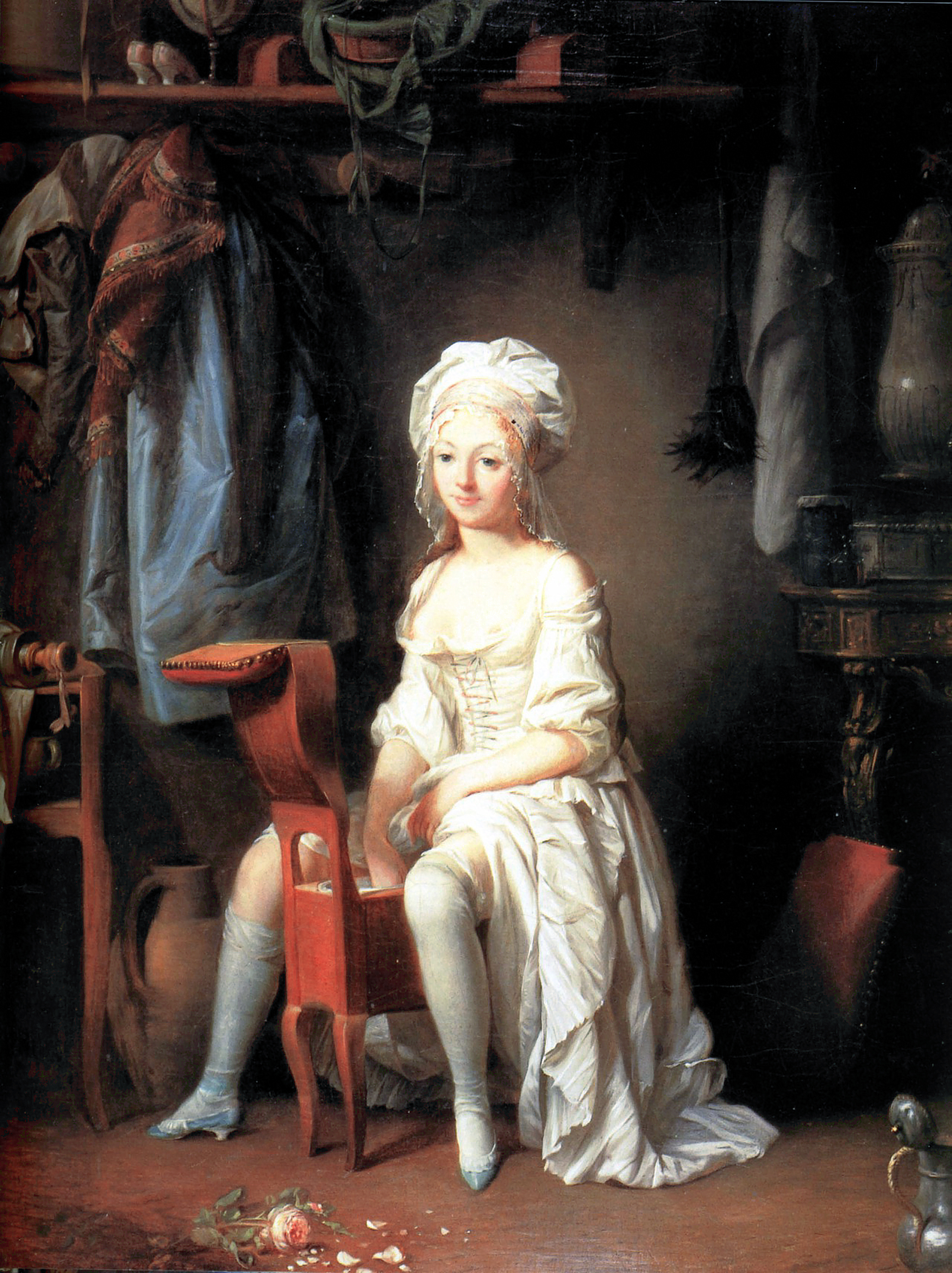
La Toilette intime ou la Rose effeuillée de Louis Léopold Boilly.

Un bidet est un meuble d'eau destiné au lavage, dit intime, des parties génitales, de l'anus, et des pieds.
« Bidet » découle étymologiquement de l'ancien français, dans lequel il désignait un petit cheval de poste, trapu et ramassé ; le verbe « bider » signifiant « trotter ». L'idée repose sur une analogie : on « monte » un bidet, appareil sanitaire dont la cuvette sert aux ablutions intimes, de la même façon qu'on « monte » un poney.
Apparu en France vers 1710, il en est question dans le Relevé des dépenses de Mme de Pompadour (1751). Son bidet était en bois de hêtre entièrement sculpté sur toutes ses faces.
Monté originellement sur pied, il trouve très vite la forme en demi-poire et se place dans des caisses à côté ouvert ou fermé (couvercle amovible à crochet ou charnière). Pour le confort, le fond pouvait être doublé de plaques d'étain ou le rebord supérieur garni d'un bourrelet de cuir. Certains étaient munis d'une petite serrure afin de conserver son usage de manière privative.

## Usage

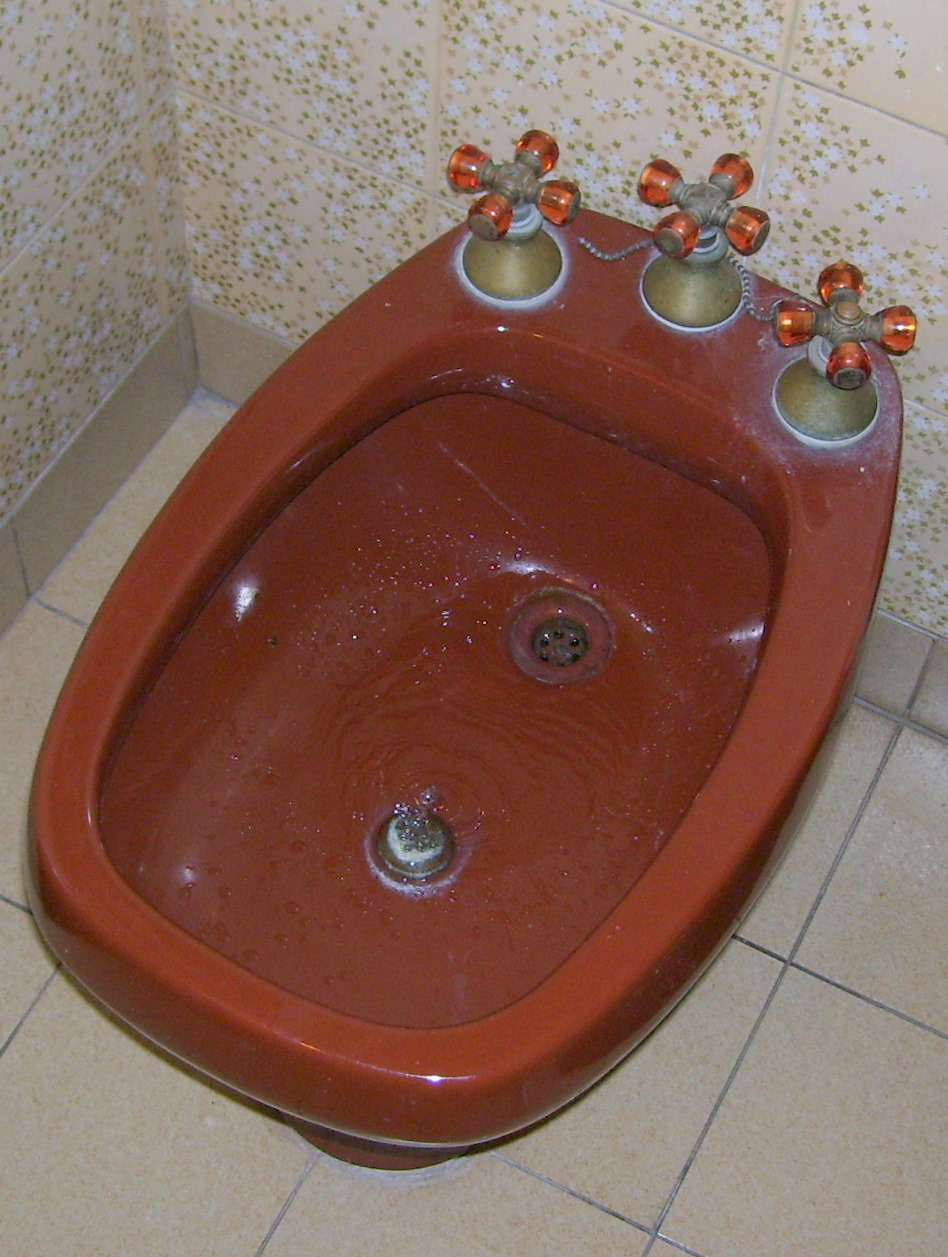
Un bidet.

Le bidet sert principalement à l'hygiène des parties génitales et de l'anus. Le bidet est à l'origine essentiellement destiné à la toilette intime.
Il peut aussi servir à laver d'autres parties du corps humain, telles que les pieds et les cheveux — voire un animal de compagnie.
Le bidet s'utilise en s'asseyant dessus, dos au robinet ou lui faisant face.
Les plus anciens modèles de bidets étaient des meubles amovibles. Le plus souvent, le bidet était constitué d'une cuvette de porcelaine à l'intérieur d'un meuble en bois muni de quatre pieds, et couvert d'un couvercle de bois.
De nos jours, les modèles sont en porcelaine ou en émail et sont équipés d'un robinet mélangeur pour les remplir d'eau, et d'un drain pour les vider. Le robinet peut être orienté de manière à projeter un jet d'eau qui puisse atteindre directement les parties génitales.

## Popularité
Les bidets sont des équipements usuels pour les salles de bains de certains pays d'Europe (France, Grèce, Espagne, Italie et Portugal), d'Amérique latine (au Brésil, au Venezuela, Argentine et en Uruguay, où ils équipent environ 90 % des foyers), les pays à prédominance catholique, du Monde Arabe, du Moyen-Orient et d'Asie (particulièrement au Japon sous le nom de Washlet).
Ils peuvent être installés chez les particuliers comme dans les hôtels. Ils sont si communs au Japon qu'ils sont souvent présents dans les toilettes publiques.
Il disparaît presque complètement des installations dans les années 1970, par souci d'économie, et de place dans les salles de bain. En France, ils ont tendance à être moins installés dans les logements récents en raison du manque de place (de 95 % de salles de bains équipées en 1970, ce pourcentage est tombé en 2000 à 42 %) remplacé par l'usage de lingettes intimes et douche,,,.
Toutefois, on constate un regain de popularité du bidet dans les années 2020, notamment dans les palaces prisés. En outre, si certains fabricants annoncent une hausse de 30 % de leurs ventes en 2021, c'est peut-être aussi dû à l'aspect écologique, puisque l'on fait état de 10 millions d'arbres abattus chaque année pour satisfaire la demande mondiale de papier hygiénique.
En 1980 au Japon, les premières toilettes sans papier ont été lancées, une combinaison de toilettes et de bidet qui sèche l'utilisateur après l'avoir lavé. Ces toilettes à bidet équipent 60 % des foyers et il n'est pas rare d'en trouver dans les hôtels.
Les résidents des pays où l'usage domestique du bidet est rare (États-Unis et Royaume-Uni par exemple) peuvent n'avoir aucune idée de la manière de s'en servir s'ils en rencontrent à l'étranger. Les Américains auraient rencontré les bidets pour la première fois dans les bordels français pendant la Seconde Guerre mondiale et auraient pensé qu'ils servaient aux prostituées pour se laver l'intérieur du vagin après un acte sexuel[réf. nécessaire]. Les préjugés sont donc répandus parmi les personnes n'ayant jamais utilisé de bidets, qui peuvent penser qu'il est un objet étrange et même sale : son usage fait partie des tabous liés à l'hygiène corporelle individuelle.

## Dans la culture populaire
La chanson de Vincent Lagaf' Bo le lavabo sortie en 1989 fait référence sur un ton humoristique à la laideur du bidet comparé au lavabo.

## Illustrations

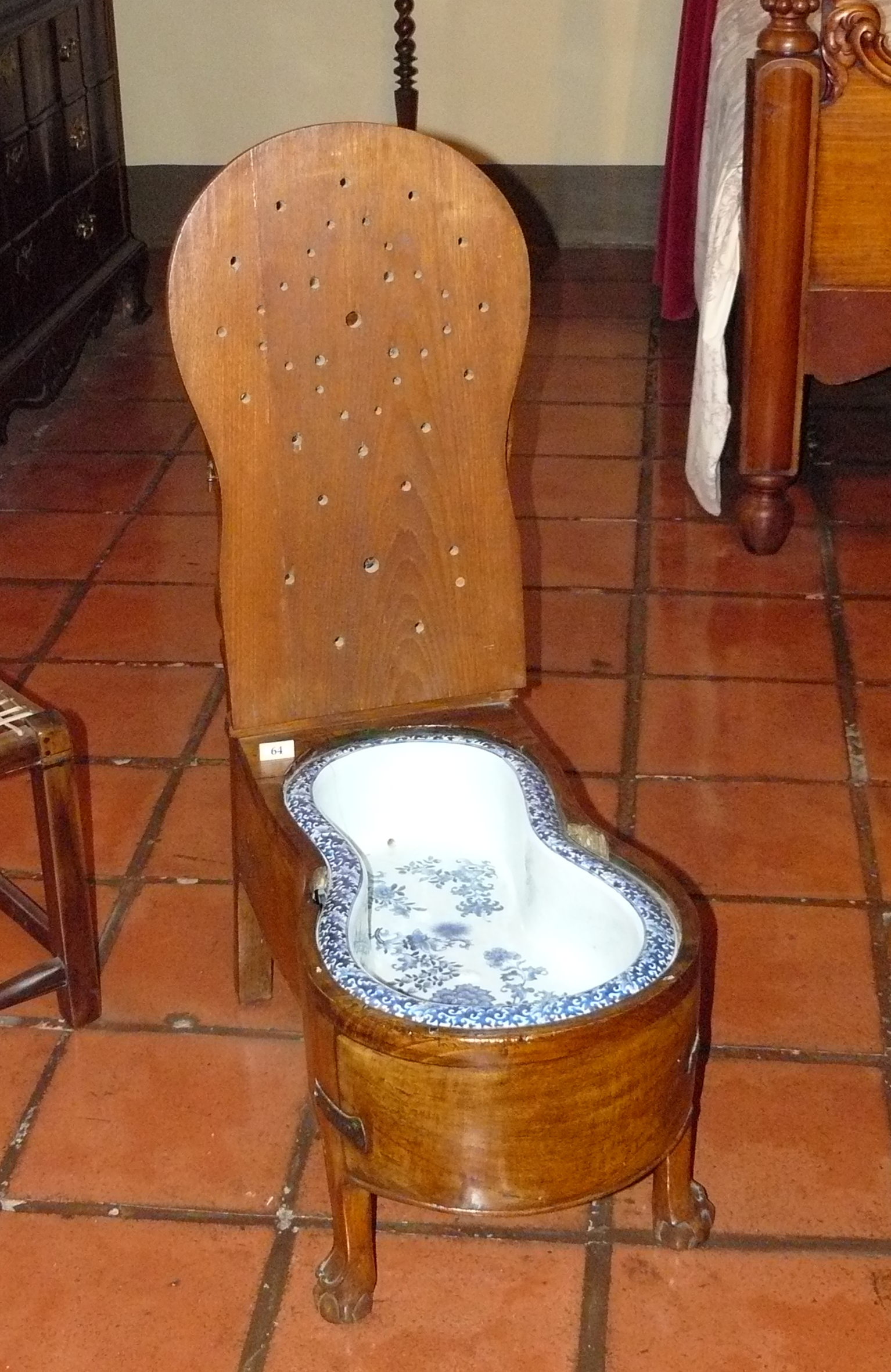
Un bidet du XVIIIe siècle en Afrique du Sud, en porcelaine de Chine.
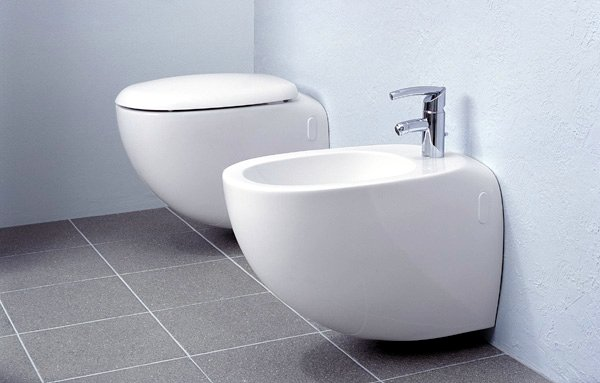
Un bidet moderne.
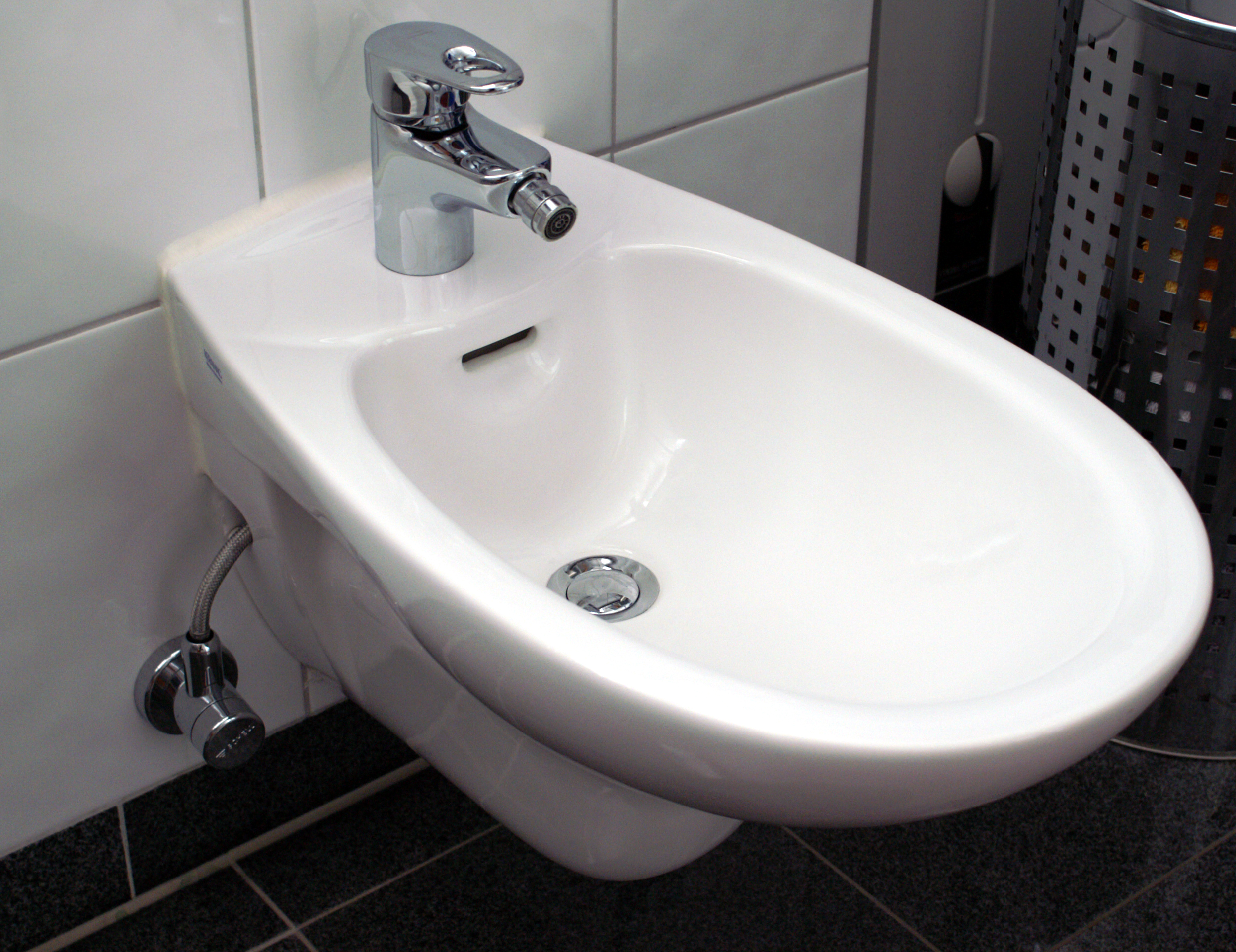
Un bidet d'Europe.